# Armoriale delle famiglie italiane (Au-Az)
Questo è l'armoriale delle famiglie italiane il cui cognome inizia con le lettere che vanno da Au ad Az.

## Armi

### Aub
| Stemma | Casato e blasonatura |
| ------ | --- |
|        | Aubertot de Coulanges (Fiesole) Inquartato: nel 1º d'azzurro, alla torre d'argento; nel 2º d'oro, allo scaglione riverso di rosso; nel 3º partito: a/ d'oro, all'albero al naturale uscente dal bordo dello scudo, b/ d'argento, a tre pali di rosso; nel 4º d'azzurro, alla croce di sant'Andrea d'oro, accantonata da quattro rose dello stesso (citato in ASFI) |
|        | Aubigny (Francia) (la blasonatura non è stata ancora caricata) (citato in UNFE) Immagine nella Biblioteca Estense Universitaria (id. 2514). |

### Auc
| Stemma | Casato e blasonatura                                                                |
| ------ | ----------------------------------------------------------------------------------- |
|        | Auciello (Napoletano) (la blasonatura non è stata ancora caricata) (citato in NBNA) |

### Aud
| Stemma | Casato e blasonatura |
| ------ | --- |
|        | Auda (Villafranca di Nizza) Titolo: conti di Sant'Agnese, Villafranca; consignori di Mérindol, Montolivo D'oro, alla banda d'azzurro, accostata da due lupi di nero (arma antica) (citato in SUBL) alias D'oro, alla banda d'azzurro, accostata da due uccelli di nero fermi (citato in SUBL) |
|        | Auda (Nizza) Titolo: conti di San Vittore D'oro, alla volpe seduta, in atto di battere con un martello azzurro un ferro rovente, sostenuto dall'incudine posata sopra un ceppo di legno, movente dal fianco destro dello scudo, il tutto al naturale (citato in SUBL) |
|        | Auda (Ivrea) D'oro, alla banda di rosso, accostata da due gigli d'argento, cuciti (citato in SUBL) |
|        | Audiberti (Poggetto Theniers) Titolo: conti di Santo Stefano Di rosso, alla banda d'argento, carica di tre crocette d'azzurro (citato in SUBL) una banda d'argento caricata di tre croci scorciate di azzurro in campo rosso (citato in ARCN) alias Troncato di Audiberti (Di rosso, alla banda d'argento, carica di tre crocette d'azzurro) e d'argento, mantellato d'azzurro, carico di tre stelle d'oro, male ordinate (citato in SUBL) alias spaccato di rosso sovra argento, il rosso ad una banda d'argento caricata di tre crocette allungate ed a palla di nero, l'argento ad uno scoglio di nero accompagnato da tre stelle di rosso mal ordinate, cioè a dire poste una e due (citato in ARCN) Cimiero: un ramo di olivo fruttato Motto: Unge me Domine oleo dilectionis tuae - Unge me Domine oleo diletionis |
|        | Audiberti (Villafranca di Nizza) Titolo: conti Di rosso, alla banda scaccata di due file, d'azzurro e d'oro (citato in SUBL) |
|        | Audiberti (Nizzardo) Di rosso, alla sbarra scaccata di due file, d'oro e d'azzurro (citato in SUBL) |
|        | Audiffredi (Cuneo) Titolo: conte di Mortigliengo; barone di Brison (Bonneville); nobile D'oro allo scaglione d'azzurro, caricato di cinque stelle d'argento, accompagnato in punta da un falcone di nero, fermo, con la testa rivoltata, l'artiglio destro in alto, sostenuto da una rupe al naturale, con la bordatura composta e addentellata d'oro e di nero (citato in SUBL e in ARCN) Cimiero: un ferro di frema d'oro |

### Auf
| Stemma | Casato e blasonatura |
| ------ | --- |
|        | Aufschnaiter (Gries) Titolo: Nobile del S. R. I. col predicato di Huebenburg inquartato: nel 1º e 4º d'oro, all'uomo vestito di nero con cappello a larghe falde dello stesso, tenente con la mano destra una accetta rivolta all'insù, con manico lungo, appoggiato sulla spalla e con la mano sinistra al fianco; nel 2º e 3º d'azzurro, all castello con tre torri d'argento, finestrate di tre, la torre di mezzo aperta di nero e coperta di tetto rosso, le due laterali merlate di tre (citato in SPRE – Vol. I pag. 444) uomo vestito di nero in maestà con cappello e accetta sulla spalla destra su oro - castello uscente dalla partizione di argento (3 torri) quella centrale coperta da un tettino di rosso su azzurro (citato in LEOM) Cimiero: l'uomo dello scudo, fra due proboscidi, quella a destra troncata d'oro e di nero, quella a sinistra troncata di nero e d'oro |

### Aug
| Stemma | Casato e blasonatura |
| ------ | --- |
|        | Augeri o Augier (Nizzardo) Titolo: consignori di Cainea, San Giovanni d'Aurela Di porpora, alla stella (8) d'oro (citato in SUBL) |
|        | Augusta (Torino, Saluzzo) Titolo: consignori di Monasterolo, Nucetto D'oro, allo scaglione d'azzurro, carico di tre stelle (6) d'oro, accompagnato in punta da un ramo d'alloro, di verde, fruttato d'oro, con il capo d'argento, cucito, carico di un'aquila coronata, di nero Motto: Haud cunctis coelo demissa (citato in SUBL) |
|        | Augusti (Senigallia) troncato nel primo d'oro all'aquila spiegata di nero coronata del campo: nel secondo d'argento allo scaglione d'azzurro accostato da 3 stelle dello stesso (citato in GUCA – pag. 518 e in DAlena) |
|        | Augusti d'oro allo scaglione di nero accompagnato da tre stelle di sei raggi di argento due in capo ed una in punta. Il tutto abbassato sotto un capo cucito d'oro e caricato da un'aquila nera coronata di nero (citato in SPRE – Vol. I pag. 444) |
|        | Augusti Mercuri Arsilli (Senigaglia) partito: nel 1º d'oro allo scaglione di nero accompagnato da tre stelle di sei raggi di argento due in capo ed una in punta. Il tutto abbassato sotto un capo cucito d'oro e caricato da un'aquila nera coronata di nero (Augusti), nel 2º spaccato: a) d'azzurro a 5 monti di verde posti in fascia e sormontati dal caduceo d'oro con le ali d'argento (Mercuri); b) di argento a tre fiamme di rosso, 2, 1 (Arsili) (citato in SPRE – Vol. I pag. 444) scaglione di nero su oro - 3 stelle (6 raggi) di argento su oro poste 2,1 - capo d'Impero - 5 monti ristretti di verde uscenti dalla partizione sormontati da - caduceo di oro con le ali di argento su azzurro - 3 fiamme di rosso su argento poste 2,1 (citato in LEOM) Cimiero:aquila di argento dello stesso |
|        | Augusti Mercuri Arsilli o Augusti (Senigaglia) d'oro allo scaglione accompagnato da tre stelle di sei raggi, il tutto di nero, col capo d'oro carico di un'aquila coronata di nero (citato in SPRE – Vol. IX pag. 244) scaglione di nero su oro - 3 stelle (6 raggi) dello stesso poste 2,1 su oro - aquila coronata di nero su oro in capo (citato in LEOM) |
|        | Augustini (Lombardia, Venezia) (la blasonatura non è stata ancora caricata) (citato in UNFE) Immagine nella Biblioteca Estense Universitaria (id. 5683). |
|        | Augustoni (Reggio Emilia) (la blasonatura non è stata ancora caricata) (citato in UNFE) Immagine nella Biblioteca Estense Universitaria (id. 5001). |
|        | Augustoni (Reggio Emilia) (la blasonatura non è stata ancora caricata) (citato in UNFE) Immagine nella Biblioteca Estense Universitaria (id. 2903). |
|        | Augusvolla (Veneto) (troncato inchiavato di rosso e d'argento) (citato in STBV) (immagine dello Stemmario reale di Baviera.) |

### Aul
| Stemma | Casato e blasonatura |
| ------ | --- |
|        | Aulari o Ollari (Alessandria) D'azzurro, a tre bande d'oro (citato in SUBL) alias Bandato d'oro e d'azzurro (citato in SUBL) alias Bandato d'azzurro e d'oro (citato in SUBL) |
|        | Aulla (Pisa) Di rosso, al castello turrito di due pezzi d'argento, chiuso e finestrato di nero, sormontato da tre palle d'argento, 2.1, e fondato nella riviera al naturale scorrente oltre una roccia dello stesso uscente dalla punta dello scudo (citato in ASFI) (DE) Über blau-grün im Wellenschnitt schräglinksgeteiltem Schildfuß in Rot 1 Burg mit 2 gezinnten Türmen, belegt mit 2 schwarzen Scheiben nebeneinander und überhöht ... (citato in KHIF) |

### Aur
| Stemma | Casato e blasonatura |
| ------ | --- |
|        | Auragnes (Napoli) Grifone (citato in DAlena) |
|        | Aurelia (Veneto) (scaccato di 6 tiri e 9 file d'oro e d'azzurro) (citato in STBV) (immagine dello Stemmario reale di Baviera.) |
|        | Aurelianense (Sicilia) d'azzurro, a tre gigli d'oro, sparsi di punti o gocciole d'argento (citato in Mango') |
|        | Aurelio e Aurelio Bealesio o Aurely o Aurelia (Cherasco) Titolo: conti di Torricella Bandeggiato d'oro e di verde di otto pezzi, con il capo d'azzurro a tre stelle d'oro male ordinate (citato in SUBL) alias Inquartato d'oro e di rosso (Bealesio), e sul tutto di Aurelio (Bandeggiato d'oro e di verde di otto pezzi, con il capo d'azzurro a tre stelle d'oro male ordinate) Motto: Spes mea Deus (citato in SUBL) |
|        | Auri (Cesena) (la blasonatura non è stata ancora caricata) (citato in BLCW) Immagine in Blasone Cesenate. |
|        | Auria o Ab Auria o Doria (Sicilia) (troncato d'oro e d'argento, all'aquila troncata di rosso nell'oro e di nero nell'argento, coronata d'oro, tenente con gli artigli due fiamme di rosso (?)) (citato in Mango') alias troncato d'oro e d'argento, all'aquila spiegata di nero, coronata dello stesso, imbeccata, membrata e linguata di rosso, attraversante (citato in Mango') alias diviso d'oro e di argento con un'aquila spiegata di nero broccante sul diviso (citato in NBSC) alias (d'azzurro, a tre sbarre d'oro, accompagnate da tre stelle (6), ognuna posta a destra di una sbarra) (citato in Mango') (Cenno storico in Famiglie nobili di Sicilia (archiviato dall'url originale il 5 marzo 2016).) |
|        | Auria (Napoletano) (la blasonatura non è stata ancora caricata) (citato in NBNA) |
|        | Auria (Napoletano) (la blasonatura non è stata ancora caricata) (citato in NBNA) |
|        | Auricchio (Napoletano) grembiato di argento e di rosso di 10 pezzi (citato in NBNA e in STVS) |
|        | Auriemma (Napoletano) (la blasonatura non è stata ancora caricata) (citato in NBNA) |
|        | Aurifici (Pisa) D'argento, a tre spade basse di rosso poste in banda accostate, e al capo dello stesso (citato in ASFI) |
|        | Aurisicchio (Napoletano) d'azzurro, alla campagna di verde caricata da due leoni d'oro controrampanti ed affrontati ad un pozzo al naturale (citato in STVS) |
|        | Auruzi o Auruce o Auruç (Cesana) Titolo: (con)signori di Giaglione, Cesana, Sauze di Cesana D'azzurro, alla trota d'argento, posta in barra (citato in SUBL) |

### Aut
| Stemma | Casato e blasonatura |
| ------ | --- |
|        | Autry de la Mivoye o Aultry (Torino) D'argento, alla fascia d'azzurro, accompagnata in capo da tre merlette, di nero, e in punta da una stella, d'azzurro (citato in SUBL) alias D'azzurro, alla fascia d'argento, accompagnata in capo da tre merlette, e in punta da una speronella, il tutto d'oro (citato in SUBL) |

### Aux
| Stemma | Casato e blasonatura                                                                |
| ------ | ----------------------------------------------------------------------------------- |
|        | Auxsilio (Napoletano) (la blasonatura non è stata ancora caricata) (citato in NBNA) |

### Ava
| Stemma | Casato e blasonatura |
| ------ | --- |
|        | Avalas o Avalos (Sicilia) D'azzurro al castello d'oro torricellato di tre pezzi, chiuso e finestrato di nero e la bordura composta d'argento e di rosso di 22 pezzi. Elmo di nobile (citato in NBSC) (Cenno storico in Famiglie nobili di Sicilia (archiviato dall'url originale il 5 marzo 2016).) |
|        | Avalerio (Molise) D'argento, al leone di verde (citato in DAlena (Crollalanza)) |
|        | Avallone (Napoletano) (la blasonatura non è stata ancora caricata) (citato in NBNA) |
|        | Avalos de Aragonia (Napoli) (la blasonatura non è stata ancora caricata) (citato in UNFE) Immagine nella Biblioteca Estense Universitaria (id. 5406 e id. 5513 e id. 5569). |
|        | Avancini (Bergamo) Titolo: Nobile inquartato: al 1º di rosso a due fasce d'oro; al 2º d'oro al mastio di fortezza di rosso, di due piani, torricellati di tre pezzi; al 3º di argento al cervo al naturale, slanciato; al 4º di nero all'orso d'argento, ritto; il tutto sotto un capo d'oro carico di un'aquila di nero, bicipite (citato in SPRE – Vol. I pag. 445; CROD – Vol. I pag. 74) 2 fasce di oro su rosso - castello fortezza (2palchi) di rosso cimato da 3 torrette dello stesso su oro - cervo rampante al naturale su argento - orso rampante di argento su nero - aquila bicipite di nero su oro in capo (citato in LEOM) Cimiero: il leone d'oro, linguato di rosso, nascente |
|        | Avancini (Torriglia-Genova) Inquartato: in 1 e 4, di rosso, il leone d'argento; in 2 d'azzurro a tre stelle d'oro poste uno a due; in 3 d'azzurro al vaso d'oro fiammeggiante Motto: ignis ut astra sic animus Cimiero: leone d'oro sorgente su elmo a cancelli con celata frontale e corona a cinque perle a vista (citato in CROD; Stemmario Musso presso Archivio di Stato di Genova stemma n. 827; D. Piaggio “Iscrizioni delle chiese genovesi” manoscritto XV 5.1, Sezione Storica Biblioteca Berio Genova; Archivio Doria Pamphilj Roma, faldone 71 busta 43 “dei privilegi delle famiglie dei feudi di montagna”) |
|        | Avancini (Levico) Titolo: Nobile inquartato: nel 1º d'azzurro alla croce di S. Andrea d'oro; al 2º d'azzurro alla torre quadrata, finestrata e merlata di tre, affiancata da due mura, il tutto d'oro, e fondata su una campagna di verde; nel 3º d'azzurro a due cervi controrampanti al naturale; nel 4º di argento a due orsi controrampanti al naturale; l'inquartatura sotto il capo d'oro all'aquila bicipite di nero (citato in SPRE – Vol. I pag. 445) croce di Sant'Andrea di oro su azzurro - torre quadrata merlata alla guelfa affiancata da 2 mura merlata dello stesso di oro su terrazzo di verde su azzurro - 2 cervi controrampanti al naturale su azzurro - 2 orsi controrampanti al naturale su argento - aquila bicipite di nero su oro in capo (citato in LEOM) Cimiero: su elmo torneario, il leone d'oro linguato di rosso |
|        | Avanzaghi (Mantova, Venezia) d'argento, a quattro zampe d'orso di rosso, moventi in fascia dai fianchi dello scudo 2, e 2. (citato in UNFE) Immagine nella Biblioteca Estense Universitaria (id. 5681). |
|        | Avanzaghi (la blasonatura non è stata ancora caricata) (citato in UNFE) Immagine nella Biblioteca Estense Universitaria (id. 4488). |
|        | Avanzago (Mantova, Venezia) (la blasonatura non è stata ancora caricata) (citato in UNFE) Immagine nella Biblioteca Estense Universitaria (id. 7182). |
|        | Avanzato (Sicilia) partito: nel 1° di verde, al monte di tre cime al naturale, sormontato nella cima più alta dal leone al naturale, lampassato di rosso?; nel 2° troncato: d'azzurro, e d'argento, alla fascia ondata dell'uno all'altro?; col capo d'oro, all'aquila spiegata di nero, armata e linguata d'azzurro (citato in Mango') |
|        | Avareno o Avarengo (Santena) Titolo: consignori di Baldissero Torinese, Santena D'argento, alla fascia di rosso (citato in SUBL) |
|        | Avario (Cherasco) Fasciato d'oro e di rosso, di dieci pezzi Motto: Est modus in rebus (citato in SUBL) |
|        | Avarna o Averna (Palermo, Napoli) Titolo: duca di Gualtieri; marchese di Castania; barone di Sicaminò Grappida d'oro alla fascia d'azzurro (citato in SPRE – Vol. I pag. 445 e Vol. II pag. 277, in Mango' e in NBSC) fascia di azzurro su oro (citato in LEOM) Sostegni: due leoni d'oro. Corona e mantello da duca (Cenno storico in Famiglie nobili di Sicilia (archiviato dall'url originale l'11 febbraio 2018). |
|        | Avarna' o Averna (Sicilia) d'oro, alla fascia d'azzurro, alla bordura dello stesso. Corona di duca (citato in Mango') |
|        | Avati (Napoli) di azzurro alla torre di oro sinistrata da un leone del medesimo ed accompagnata nel capo da una stella a sei raggi di argento (citato in SPRE – Vol. I pag. 446) torre di oro su azzurro - leone rampante contro la torre dello stesso su azzurro - stella (6 raggi) di argento in alto su azzurro (citato in LEOM) |
|        | Avati (Polistena, Napoli, Bari) Titolo: marchese; nobile dei marchesi, duca di San Pietro, marchese col predicato di Pago di azzurro al monte roccioso di tre cime uscente dal lato destro dello scudo, sinistrato da un leone rampante sullo stesso, il tutto d'oro e sormontato da una stella d'argento (citato in SPRE – Vol. IX pag. 245 e in PRTS) leone rampante di oro su monte a 3 cime di oro uscente dalla parte sinistra della punta su azzurro - stella (5 raggi) di argento in alto su azzurro (citato in LEOM) Motto: Per aspera ad astra |

### Ave
| Stemma | Casato e blasonatura |
| ------ | --- |
|        | Avedano (Moncalvo) Partito, al 1° d'oro, all'albero, nutrito nella pianura erbosa, il tutto al naturale, sormontato da un'aquila d'argento, al 2° d'azzurro (?), al filetto (?) di [...] in banda, accompagnato da due stelle (8?) d'oro (citato in SUBL) |
|        | Avella (Napoletano) (la blasonatura non è stata ancora caricata) (citato in NBNA) |
|        | Avella (Napoli) (di rosso, alla fascia d'argento) (citato in UNFE) Immagine nella Biblioteca Estense Universitaria (id. 2729). |
|        | Avellani e Avellani Facelli (Acqui, Casale) Titolo: conti di Cuccaro, Terzo; signori di Celle Inquartato al 1° e 4° d'oro, all'aquila di nero, al 2° e 3° d'argento, all'avellano nutrito nella pianura erbosa, al naturale (citato in SUBL) alias D'argento, a quattro avellani nutriti nella pianura erbosa, al naturale, con il capo d'oro, carico di un'aquila di nero Motto: Numquam otiosa (citato in SUBL) |
|        | Avellino (Sicilia) troncato: nel 1° d'azzurro a tre sbarre d'oro; nel 2° d'oro, al leone di nero attraversato dalla sbarra dello stesso (citato in Mango') alias diviso, nel 1° d'azzurro con tre barre d'oro, nel 2° d'oro con una barra nera accompagnata da un leone nero situato nell'angolo sinistro della punta (citato in NBSC) (Cenno storico in Famiglie nobili di Sicilia (archiviato dall'url originale il 5 marzo 2016).) |
|        | Avellone (Palermo) Titolo: barone di Intorrella; signore di Dagata d'azzurro, a tre bande d'oro, la terza caricata da tre stelle d'azzurro, accompagnate da un monte di tre cime, movente dall'angolo destro della punta, da cui sorge un testa di serpente coronata, il tutto d'argento. Corona di barone (citato in SPRE – Vol. I pag. 447, in Mango'in NBSC) e in LONI di azzurro con tre bande di oro, la terza caricata da tre stelle azzurre accompagnate nell'angolo destro della punta da tre rocche d'argento dalle quali sorge una testa di serpente coronata d'argento (citato in NBSC) 3 bande di oro su azzurro la terza caricata di - 3 stelle (5 raggi) di azzurro - nell'angolo sinistro della punta monte a 3 cime di argento uscente dalla punta cimato da - testa di serpente coronato dello stesso su azzurro (citato in LEOM) (Cenno storico in Famiglie nobili di Sicilia (archiviato dall'url originale il 5 marzo 2016).) Ulteriore ragguaglio storico in Famiglie nobili di Sicilia (archiviato dall'url originale l'11 febbraio 2018). |
|        | Avellone (Palermo) d'azzurro, a tre bande d'argento in divisa e ritirate verso il capo, accompagnate nell'angolo destro della punta da un monte di tre vette uscente dal lembo dello scudo, con un aspide rivoltato movente dallo stesso monte, il tutto d'oro (citato in SPRE – Vol. IX pag. 246) |
|        | Avellone (Palermo) partito: nel 1º d'azzurro, a tre bande d'argento in divisa e ritirate verso il capo, accompagnate nell'angolo destro della punta da un monte di tre vette uscente dal lembo dello scudo, con un aspide rivoltato movente dallo stesso monte, il tutto d'oro (Avellone); nel 2º d'azzurro alla figura della fortuna al naturale sulla ruota d'oro, uscente dalla punta dello scudo (Ventura) (citato in SPRE – Vol. IX pag. 246) 3 bande in divisa alzate di argento su azzurro - testa di serpente rivolta di oro su monte a 3 cime dello stesso uscente dalla punta su azzurro - figura della Fortuna al naturale su ruota di oro su azzurro (citato in LEOM) |
|        | Avenali (Imola) Titolo: Patrizio di Imola di rosso a due sbarre di argento caricate ciascuna da una farfalla d'oro (citato in SPRE – Vol. IX pag. 246) 2 sbarre di argento caricate da 2 farfalle di oro su rosso (citato in LEOM) |
|        | Avenati (Rivoli) Titolo: conti di Lingotto; consignori di Caselette D'azzurro alla quercia d'oro, accollata da una vite d'argento Motto: Exculta crescit (citato in SUBL) |
|        | Aventi (Ferrara) troncato in iscaglione: nel 1º d'azzurro a due rose di rosso, nel 2º di rosso alla testa di leone d'oro, allo scaglione d'oro sulla troncatura (citato in GUCA – pag. 564 e in SPRE - Vol. I pag. 447 e in DAlena) (troncato a scaglione d'azzurro e di rosso, con lo scaglione d'oro sulla partizione; il 1º a due rose di rosso, cucite; il 2º alla testa di leone d'oro, strappata) scaglione di oro su troncato in scaglione di azzurro e di rosso - 2 rose di rosso su azzurro - testa di leone di profilo di oro su rosso (citato in LEOM) |
|        | Aventi Roverella (Ferrara) partito di Aventi che è troncato a scaglione d'azzurro e di rosso, con lo scaglione d'oro sulla partizione; il 1º a due rose di rosso, cucite; il 2º alla testa di leone d'oro, strappata; e di Roverella che è ripartito d'oro alla mezz'aquila di nero coronata d'oro, uscente dalla partizione, col volo abbassato; e di azzurro alla rovere al naturale di quattro rami decussati. Lo scudo accollato all'aquila dell'Impero (citato in SPRE – Vol. I pag. 447) scaglione di oro su troncato in scaglione di azzurro e di rosso - 2 rose di rosso su azzurro - testa di leone di profilo di oro su rosso - mezza aquila bicipite ali abbassate (volo) di nero coronata di oro uscente dalla partizione su oro - rovere sradicata al naturale a 4 rami incrociati su azzurro (citato in LEOM) Cimiero: un leone d'oro nascente |
|        | Aventura (Biella) D'oro, al braccio vestito di rosso, movente da una nuvola d'argento, posta in punta, sostenente con la mano destra, di carnagione, un monte di sei colli di verde, 1, 2, 3, sormontato da una stella (6), di rosso (citato in SUBL) |
|        | Aventuradi o Buonaventura (Aquileia, Venezia) (la blasonatura non è stata ancora caricata) (citato in UNFE) Immagine nella Biblioteca Estense Universitaria (id. 5682). |
|        | Aventurado (Veneto) (inquartato d'argento e di rosso, alla rosa attraversante dall'uno all'altro) (citato in STBV) (immagine dello Stemmario reale di Baviera.) |
|        | Aventurado o Da Cha Ventura (Puglia, Venezia) (la blasonatura non è stata ancora caricata) (citato in UNFE) Immagine nella Biblioteca Estense Universitaria (id. 7102). |
|        | Averani (Firenze) D'oro, al leone d'azzurro, tenente una palla dello stesso (citato in ASFI) |
|        | Averna o Avarna (Sicilia) Titolo: barone di Centineo, Manganisi, Decima; conte; duca di Gualtieri, Belviso d'oro alla banda di azzurro (citato in SPRE – Vol. IX pag. 246 e in PRTS) banda di azzurro su oro (citato in LEOM) |
|        | Averoldi (Brescia, Lonato) d'oro alla banda di rosso (citato in SPRE – Vol. I pag. 448 e Vol. IX pag. 246) banda di rosso su oro (citato in LEOM) Cimiero: un vecchio vestito di rosso tenente in alto un breve con il: Motto: Tutus est a Deo |
|        | Averoldi (Modena, Ferrara) (d'oro, alla banda di rosso) (citato in UNFE) Immagine nella Biblioteca Estense Universitaria (id. 587). |
|        | Averoldi (d'oro, alla banda di rosso) (citato in UNFE) Immagine nella Biblioteca Estense Universitaria (id. 3650). |
|        | Averoni de Selvatici (Toscana) (DE) 1 unbekleideter Wilder Mann, mit der Rechten 1 Keule schulternd (citato in KHIF) |
|        | Averoti (Modena) (la blasonatura non è stata ancora caricata) (citato in UNFE) Immagine nella Biblioteca Estense Universitaria (id. 1474). |
|        | Aversa (Sicilia) d'argento, al leone di rosso, che guarda per dietro una cometa dello stesso, situata nell'angolo sinistro del capo. Corona di barone (citato in Mango' e in NBSC) (Cenno storico in Famiglie nobili di Sicilia (archiviato dall'url originale il 5 marzo 2016).) |
|        | Aversa (Napoletano) (la blasonatura non è stata ancora caricata) (citato in NBNA) |
|        | Aversa (la blasonatura non è stata ancora caricata) (citato in UNFE) Immagine nella Biblioteca Estense Universitaria (id. 4855). |
|        | Aversano (Napoletano) (la blasonatura non è stata ancora caricata) (citato in NBNA) |
|        | Avesani (Torino) Titoli: Nobile, Barone dell'I. A. inquartato: al 1º e 4º d'azzurro alla banda scaccata di rosso e d'argento; nel 2º e 3º di rosso alla fascia d'argento caricata di tre stelle (6) di rosso, accompagnata da due rose di oro una in capo ed una in punta; sul tutto, d'azzurro carico di tre api d'oro (citato in SPRE – Vol. I pag. 448) 3 api di oro viste di dorso poste in fascia su scudetto di azzurro su - banda scaccata di rosso e di argento (3file) su azzurro - 3 stelle (6 raggi) di rosso su fascia di argento su rosso - 2 rose di oro poste in palo su rosso (citato in LEOM) |
|        | Avet (Roma) Titolo: Conte d'argento, alla banda di rosso, carica di tre api d'oro; col capo d'azzurro, carico di tre stelle di argento, ordinate in fascia (citato in SPRE – Vol. I pag. 448 e in SUBL) 3 api di oro viste di dorso su banda di rosso nel senso della banda su argento - 3 stelle (5 raggi) di argento poste in fascia su azzurro in capo (citato in LEOM) Motto: Contre le droit nul droit |
|        | Avezzani (Cesena) (la blasonatura non è stata ancora caricata) (citato in BLCW) Immagine in Blasone Cesenate. |
|        | Avezzano (Napoletano) D'argento alla banda rossa con due uccelli neri nel campo superiore e uno nel campo inferiore (citato in NBNA) |

### Avi
| Stemma | Casato e blasonatura |
| ------ | --- |
|        | Avian (Friuli) 9 rose araldiche di cui 3 di rosso su fascia di oro su troncato di rosso e di nero - 3 rose di argento poste 1,2 sul rosso - 3 rose di argento poste 2,1 sul nero (citato in LEOM) |
|        | Aviano (Asolo) Troncato in fascia d'argento sulla partizione; nel 1º palato d'argento e d'azzurro (o di nero) e nel 2º di verde (citato in DAlena) |
|        | Avigdor (Nizzardo) Partito, di rosso, alla stella d'argento, posta in capo, e d'azzurro, al leone d'argento (citato in SUBL) |
|        | Avignanesi (Montepulciano, Siena, Firenze) D'azzurro, al crescente montante d'argento, accompagnato in capo da un sole d'oro e in punta da due clave decussate dello stesso (citato in ASFI) alias D'azzurro, al crescente montante d'argento, accompagnato in capo da un sole d'oro e in punta da due mazze decussate dello stesso (citato in ASFI) |
|        | Avigni (Reggio Emilia) Titolo: Nobile di argento, alla banda accostata da due leoni, il tutto di rosso (citato in SPRE – Vol. I pag. 449 e Vol. IX pag 248) banda di rosso su argento - 2 leoni rampanti di rosso posti in sbarra su argento (citato in LEOM) Cimiero: il leone di rosso, nascente |
|        | Avigni (Cremona) d'argento alla banda di rosso, accostata da due leoni sempre di rosso (citato in BLCR) Immagine in Blasonario Cremonese (archiviato dall'url originale il 2 marzo 2017). |
|        | Avignone d'azzurro, al pesce di argento, nuotante nel mare dello stesso, fluttuoso di nero, movente dalla punta, sormontato nel capo da tre stelle del secondo (citato in SPRE – Vol. I pag. 449) |
|        | Avignone (Messina, Monteleone Calabro, Roma) Titolo: marchese di S. Teodoro partito: nel 1º d'azzurro, al pesce di argento, nuotante nel mare dello stesso, fluttuoso di nero, movente dalla punta, sormontato nel capo da tre stelle del secondo (Avignone); nel 2º d'azzurro, al leone coronato d'oro, e un guerriero armato al naturale, le mani e la faccia di carnagione, impugnante colla destra una mazza di nero, in atto di percuotere il leone, affrontati all'albero del suo colore, fustato d'oro, terrazzato di verde, e sormontato in capo da una stella d'oro (Mazzeo). Corona di marchese (citato in SPRE – Vol. I pag. 449, in Mango' e in NBSC) pesce di argento nuotante in mare dello stesso su azzurro - 3 stelle (5 raggi) di argento in alto poste 2,1 su azzurro - leone coronato di oro controrampante un - albero al naturale fustato di oro - e un guerriero al naturale in maestà impugnante con la destra di carnagione una mazza al naturale in atto di aggredire il leone tutto su terrazzo di verde su azzurro - stella (5 raggi) di oro in alto su azzurro (citato in LEOM) Divisa: Honor virtutis premium (Cenno storico in Famiglie nobili di Sicilia (archiviato dall'url originale l'11 febbraio 2018). |
|        | Avignonesi (Toscana) (DE) In Schwarz 1 strahlende gesichtete goldene Sonne, 1 liegender silberner Halbmond und 2 gekreuzte goldene Keulen pfahlweise (citato in KHIF) |
|        | Avila (Firenze) D'azzurro, all'aquila dal volo abbassato d'oro (citato in ASFI) |
|        | Avila o D'Avila o D'Avola (Sicilia) Titolo: barone della Biscaglia d'azzurro, alla torre merlata d'oro, aperta del campo, dalla quale sorge un leone del secondo (citato in Mango') di azzurro con una torre di oro ed un leone sorgente dell'istesso (citato in NBSC) (Cenno storico in Famiglie nobili di Sicilia (archiviato dall'url originale il 5 marzo 2016). |
|        | Avila (Spagna) (la blasonatura non è stata ancora caricata) (citato in UNFE) Immagine nella Biblioteca Estense Universitaria (id. 5015). |
|        | Avila (Spagna) (d'azzurro, a sei bisanti d'oro ordinati 2, 2, 2) (citato in UNFE) Immagine nella Biblioteca Estense Universitaria (id. 3173). |
|        | Avisato (Napoletano) (la blasonatura non è stata ancora caricata) (citato in NBNA) |
|        | Avitabile (Napoli) Titoli: Marchese di Montebianco, Nobile d'azzurro al monte di verde sostenente un palmizio al naturale e due leoni d'oro controrampanti al medesimo (citato in SPRE – Vol. I pag. 449 e Vol. IX pag. 248 e in PRTS) monte di verde uscente dalla punta sostenente - albero di palma al naturale e - 2 leoni controrampanti di oro su azzurro (citato in LEOM) |
|        | Avitabile (Napoli) Titoli: Marchese di Montebianco, Nobile di azzurro al pino al naturale sostenuto da due leoni d'oro, affrontati (citato in SPRE – Vol. IX pag. 248) 2 leoni controrampanti di oro a un albero di pino al naturale sradicato su azzurro (citato in LEOM) |

### Avo
| Stemma | Casato e blasonatura |
| ------ | --- |
|        | Avogadi (Firenze) Di rosso, al leone d'argento (citato in ASFI) |
|        | Avogadri (Padova) troncato: nel 1º di rosso, all'aquila d'argento coronata d'oro; nel 2º d'azzurro, a tre pesci d'argento natanti l'uno sull'altro, il secondo rivoltato (Immagine nella Raccolta stemmi Trippini (JPG).) |
|        | Avogadri (Vercelli) di rosso, a cinque fasce d'oro (Immagine nella Raccolta stemmi Trippini (JPG).) |
|        | Avogadro (Como) di rosso a 3 pesci natanti d'oro, l'uno sull'altro (citato in GUCA – pag. 379 e in DAlena) |
|        | Avogadro (Como) di rosso, a tre pesci rivoltati d'oro natanti l'uno sull'altro (Immagine nella Raccolta stemmi Trippini (JPG).) |
|        | Avogadro (Genova) d'argento, a tre bande doppiomerlate a piombo di rosso (Immagine nella Raccolta stemmi Trippini (JPG).) |
|        | Avogadro (Treviso) scaccato d'oro e d'azzurro; al capo d'argento caricato da un semivolo di nero (Immagine nella Raccolta stemmi Trippini (JPG).) |
|        | Avogadro (Lodi) d'oro, all'aquila dal volo abbassato di nero (Immagine nella Raccolta stemmi Trippini (JPG).) |
|        | Avogadro (Milano) cinque punti d'oro equipollenti a quattro d'azzurro (Immagine nella Raccolta stemmi Trippini (JPG).) |
|        | Avogadro (Verona) scaccato d'oro e d'azzurro, al capo d'argento caricato dalla sirena a due code al naturale (Immagine nella Raccolta stemmi Trippini (JPG).) |
|        | Avogadro (Bergamo) d'argento, al giglio di rosso (Immagine nella Raccolta stemmi Trippini (JPG).) |
|        | Avogadro (Bergamo) Giglio (citato in DAlena) (Immagine nella Raccolta stemmi Trippini (JPG).) |
|        | Avogadro (Ferrara) troncato: nel 1º d'oro, al leone nascente al naturale; nel 2º di rosso, a tre pani (?) al naturale (Immagine nella Raccolta stemmi Trippini (JPG).) |
|        | Avogadro (Padova) di rosso, a 23 bisanti d'oro ordinati 5, 4, 5, 4, 5 (Immagine nella Raccolta stemmi Trippini (JPG).) |
|        | Avogadro (Padova) troncato: nel 1º di rosso, all'aquila di nero coronata d'oro; nel 2º d'azzurro, a tre pesci rivoltati d'argento nuotanti l'uno sull'altro (Immagine nella Raccolta stemmi Trippini (JPG).) |
|        | Avogadro (Novara) inquartato: nel 1º e 4º triangolato di cinque file d'azzurro e d'argento; nel 2º e 3º d'argento pieno (Immagine nella Raccolta stemmi Trippini (JPG).) |
|        | Avogadro (Novara) inquartato : il primo e terzo troncato di verde e di argento - il secondo e quarto troncato di azzurro e di nero (citato in LEOM) |
|        | Avogadro (Vercelli, Biella, Torino) Titolo: conti di Brassicarda, Casanova Elvo, Cavaglià, Ceretto, Collobiano e Formigliana, Gifflenga, Lignana, Massazza e Villanova, Mottalciata, Palazzo Canavese, Quinto, Valdengo, Vigliano e Montecavallo; baroni di Piverone; signori di Albano e Oldenico, Altezzano, Asigliano, Balzola e Marano, Borriana e Beatino, Camburzano, Donato, Graglia, Pollone e Sordevolo, Lessona, Lozzolo, Magnano, Sala, Torrazzo, Zimone, Mongrando, Murisengo, Muzzano, Occhieppo, Ponderano, Ronco, Sali, Sandigliano, S. Giorgio Monferrato, Villarboit, Zumaglia; consignori di Campo e Nebbione, Caresanablot, Carisio, Carpenetto, Cavagnolo, Costigliole, S. Sebastiano, Strambino, Ternengo, Trino, Vettignè, Villa del Bosco, Villarbasse fasciato d'oro e di rosso, di dieci pezzi. Lo scudo accollato all'aquila bicipite imperiale Motto: Nisi lacessitus laedo (citato in SPRE – Vol. I pag. 450) fasciato di oro e di rosso (10 pezzi) (citato in LEOM) Fasciato d'oro e di rosso, di dieci pezzi (citato in SUBL) alias Di rosso, a sei fasce d'oro (citato in SUBL) alias Di rosso, a cinque fasce d'oro (citato in SUBL) alias D'azzurro, a quattro fasce d'oro (citato in SUBL) alias D'oro, all'aquila di nero, con in cuore l'arma Avogadro (citato in SUBL) (Immagine nella Raccolta stemmi Trippini (JPG).) |
|        | Avogadro (Novara) Titolo: conti di Casalgiate; consignori di Bornate e Vintebbio Palato d'argento e d'azzurro (citato in SUBL) |
|        | Avogadro (Brescia) Titolo: marchesi di Borgo San Martino D'argento, a tre fasce doppio merlate di rosso (citato in SUBL) alias D'argento, a tre bande doppio merlate di rosso (citato in SUBL) |
|        | Avogadro (Torino, Novara) Titolo: Conte, Nobile palato d'argento e di azzurro di 6 pezzi (citato in SPRE – Vol. I pag. 453) palato di argento e di azzurro (citato in LEOM) Cimiero: leone, armato di spada, nascente Motto: Nisi lacessitus laedo |
|        | Avogadro (Venezia, Padova) Titoli: N. U. N. D., patrizio veneto d'argento a tre bande contromerlate di rosso (citato in SPRE – Vol. I pag. 454) 3 bande contromerlate di rosso su argento (citato in LEOM) |
|        | Avogadro (Venezia) d'argento, a tre bande contromerlate a piombo di rosso alias di rosso, a tre bande doppiomerlate a piombo d'oro alias di rosso, a tre bande doppiomerlate a piombo d'argento alias d'argento, a tre bande contromerlate a piombo d'azzurro alias di rosso, a quattro bande doppiomerlate a piombo d'argento alias d'oro, a quattro bande doppiomerlate a piombo di rosso alias tagliato scalinato d'oro e di rosso (Immagine nella Raccolta stemmi Trippini (JPG).) |
|        | Avogadro (Val Trompia) d'argento, con tre fasce contromerlate di rosso (citato in Piovanelli) |
|        | Avogadro di Cerrione (Torino) Titolo: Conte, Signore di Cerrione e Netro fasciato d'oro e di rosso, di dieci pezzi. Lo scudo accollato all'aquila bicipite imperiale Motto: Nisi lacessitus laedo (citato in SPRE – Vol. I pag. 450) |
|        | Avogadro di Ceretto (Biella) Titolo: Signore di Ceretto e Quaregna fasciato d'oro e di rosso, di dieci pezzi. Lo scudo accollato all'aquila bicipite imperiale Motto: Nisi lacessitus laedo (citato in SPRE – Vol. I pag. 450) |
|        | Avogadro di Ceretto (Torino) Titolo: Conte di Ceretto con Quaregna fasciato d'oro e di rosso, di dieci pezzi. Lo scudo accollato all'aquila bicipite imperiale Motto: Nisi lacessitus laedo (citato in SPRE – Vol. I pag. 450) |
|        | Avogadro di Collobiano (Torino) Titolo: Conte, Conte di Valdengo, Signore di Valdengo e Montecavallo, Signore di Collobiano, Signore di Formigliana, Nobile dei Conti di Valdengo, Nobile dei Signori di Collobiano. Nome d'uso Avogadro di Collobiano fasciato d'oro e di rosso, di dieci pezzi. Lo scudo accollato all'aquila bicipite imperiale Motto: Nisi lacessitus laedo (citato in SPRE – Vol. I pag. 451 e Vol. IX pag. 248) |
|        | Avogadro Arborio Biamino e Avogadro di Collobiano Arborio (Torino) Titolo: Nobile dei conti, Nobile dei Conti di Valdengo, Nobile dei Signori di Collobiano. Nome d'uso Avogadro di Collobiano Arborio fasciato d'oro e di rosso, di dieci pezzi. Lo scudo accollato all'aquila bicipite imperiale Motto: Nisi lacessitus laedo (citato in SPRE – Vol. I pag. 451 e Vol. IX pag. 248) |
|        | Avogadro della Motta (Torino) Titolo: Conte di Collobiano e Formigliana, Signore di Collobiano e Formigliana, Conte di Massazza e Villanova, Conte di Motta Alciata. Nome d'uso Avogadro della Motta fasciato d'oro e di rosso, di dieci pezzi. Lo scudo accollato all'aquila bicipite imperiale Motto: Nisi lacessitus laedo (citato in SPRE – Vol. I pag. 451) |
|        | Avogadro di Vigliano (Torino) Titolo: Conte, Signore di Vigliano, Valdengo e Montecavallo, Nobile dei Conti fasciato d'oro e di rosso, di dieci pezzi. Lo scudo accollato all'aquila bicipite imperiale Motto: Nisi lacessitus laedo (citato in SPRE – Vol. I pag. 452 e Vol. IX pag. 248) |
|        | Avogadro di Valdengo (Torino) Titolo: Conte, Signore di Valdengo, Vigliano e Montecavallo, Nobile dei Conti. Nome d'uso Avogadro di Valdengo fasciato d'oro e di rosso, di dieci pezzi. Lo scudo accollato all'aquila bicipite imperiale Motto: Nisi lacessitus laedo (citato in SPRE – Vol. I pag. 452 e Vol. IX pag. 249) |
|        | Avogadro di Quinto (Vercelli) Titolo: Conte di Quinto fasciato d'oro e di rosso, di dieci pezzi. Lo scudo accollato all'aquila bicipite imperiale Motto: Nisi lacessitus laedo (citato in SPRE – Vol. I pag. 452) |
|        | Avogadro di Casanova (Torino) Titoli: Conte di Casanova, Nobile dei Conti diCasanova fasciato d'oro e di rosso, di dieci pezzi. Lo scudo accollato all'aquila bicipite imperiale Motto: Nisi lacessitus laedo (citato in SPRE – Vol. I pag. 453 e Vol. IX pag. 249) |
|        | Avogadro Lascaris (Torino) Titolo: Conte, Signore di Vigliano, Valdengo e Montecavallo. Nome d'uso Avogadro Lascaris fasciato d'oro e di rosso, di dieci pezzi. Lo scudo accollato all'aquila bicipite imperiale Motto: Nisi lacessitus laedo (citato in SPRE – Vol. I pag. 453) |
|        | Avogari (di rosso, a quattro bande doppiomerlate d'argento) (citato in UNFE) Immagine nella Biblioteca Estense Universitaria (id. 367), su bibliotecaestense.beniculturali.it. URL consultato il 10 dicembre 2020 (archiviato dall'url originale il 4 marzo 2016). |
|        | Avogari (Brescia, Venezia) (d'argento, a tre bande doppiomerlate di rosso) (citato in UNFE) Immagine nella Biblioteca Estense Universitaria (id. 5684), su bibliotecaestense.beniculturali.it. URL consultato il 10 dicembre 2020 (archiviato dall'url originale il 4 marzo 2016). |
|        | Avogari (Brescia) (di rosso, a quattro bande doppiomerlate d'argento) (citato in UNFE) Immagine nella Biblioteca Estense Universitaria (id. 2679), su bibliotecaestense.beniculturali.it. URL consultato il 10 dicembre 2020 (archiviato dall'url originale il 4 marzo 2016). |
|        | Avogaro (Brescia, Venezia) (d'argento, alla banda di losanghe accollate di rosso) (citato in UNFE) Immagine nella Biblioteca Estense Universitaria (id. 7175), su bibliotecaestense.beniculturali.it. URL consultato il 10 dicembre 2020 (archiviato dall'url originale il 4 marzo 2016). |
|        | Avoghari (Veneto) (di rosso, a tre bande doppiomerlate d'oro) (citato in STBV) (immagine dello Stemmario reale di Baviera.) alias (di nero, a tre bande doppiomerlate d'oro) (citato in STBV) (immagine dello Stemmario reale di Baviera.) |
|        | Avogli d'azzurro a tre denti d'elefante d'argento uscenti dal fianco destro e appuntati verso il capo, col capo d'Angiò sostenuto da una trangla di rosso (citato in SPRE – Vol. I pag. 454) |
|        | Avogli Trotti (Ferrara) partito: nel 1º d'azzurro a tre denti d'elefante d'argento uscenti dal fianco destro e appuntati verso il capo, col capo d'Angiò sostenuto da una trangla di rosso (Avogli); nel 2º troncato d'oro e d'azzurro (Trotti) (citato in SPRE – Vol. I pag. 454) 3 denti di elefante di argento uscenti da sinistra su azzurro - capo d'Angiò - trangla di rosso - troncato di oro e di azzurro pieno (citato in LEOM) |
|        | Avolos o D'Avalos (Sicilia) d'azzurro, al castello, torricellato di tre pezzi d'oro, aperto e finestrato del campo, e la bordura scaccata d'argento e di rosso (citato in Mango') |
|        | Avoltori (Brescia) di rosso, al monte di verde cimato da un avvoltoio di nero volto a sinistra (citato in GUCA – pag. 63 e in DAlena) |
|        | Avonal (Veneto) (partito: nel 1º d'oro, a tre bande ondate di nero; nel 2º di rosso pieno) (citato in STBV) (immagine dello Stemmario reale di Baviera.) |
|        | Avonal (Treviso, Venezia) (la blasonatura non è stata ancora caricata) (citato in UNFE) Immagine nella Biblioteca Estense Universitaria (id. 6957), su bibliotecaestense.beniculturali.it. URL consultato il 10 dicembre 2020 (archiviato dall'url originale il 4 marzo 2016). |
|        | Avonalli (Candia, Noale, Treviso, Venezia) (la blasonatura non è stata ancora caricata) (citato in UNFE) Immagine nella Biblioteca Estense Universitaria (id. 5685), su bibliotecaestense.beniculturali.it. URL consultato il 10 dicembre 2020 (archiviato dall'url originale il 4 marzo 2016). |
|        | Avonalli (Candia, Noale, Treviso, Venezia) (la blasonatura non è stata ancora caricata) (citato in UNFE) Immagine nella Biblioteca Estense Universitaria (id. 5686), su bibliotecaestense.beniculturali.it. URL consultato il 10 dicembre 2020 (archiviato dall'url originale il 4 marzo 2016). |
|        | Avossa (Napoletano) (la blasonatura non è stata ancora caricata) (citato in NBNA) |

### Avr
| Stemma | Casato e blasonatura |
| ------ | --- |
|        | Avresi (Sicilia) d'oro con due cavalli neri passanti (citato in NBSC) (Cenno storico in Famiglie nobili di Sicilia (archiviato dall'url originale il 5 marzo 2016). |

### Avv
| Stemma | Casato e blasonatura |
| ------ | --- |
|        | Avveduti di azzurro al destrocherio, movente dal lato sinistro, vestito d'oro e tenente una cornucopia d'oro con fiori e frutta (citato in SPRE – Vol. II pag. 141) |
|        | Avveduti (Siena) Di rosso, alla branca di leone al naturale posta in palo e tenente un ramoscello di verde, fiorito di un pezzo d'argento; il tutto accompagnato ai lati da due stelle a sei punte d'oro (citato in ASFI) alias Di rosso, alla branca di leone al naturale posta in palo e tenente un ramoscello di verde, fiorito di tre pezzi d'argento; il tutto accompagnato ai lati da due stelle a sei punte d'oro (citato in ASFI) |
|        | Avveduti (Sicilia) d'argento, al leone di rosso, accompagnato da una cometa dello stesso situata nell'angolo destro del capo (citato in Mango' e in NBSC) (Cenno storico in Famiglie nobili di Sicilia (archiviato dall'url originale il 5 marzo 2016). |
|        | Avviati (Firenze) D'oro, al cane rampante di nero, lampassato e collarinato di rosso (citato in ASFI) |
|        | Avviati (Toscana) (DE) In Gold 1 schwarzer Hund (citato in KHIF) |
|        | Avvisati (Napoletano) di rosso allo scaglione d'argento (citato in STVS) |
|        | Avvocata (Sicilia) di rosso con un braccio armato d'argento che impugna una penna (citato in NBSC) (Cenno storico in Famiglie nobili di Sicilia (archiviato dall'url originale il 5 marzo 2016). |
|        | Avvocati o Avvocato Titolo: consignori di Cavagnolo, Murisengo D'argento, a quattro fasce d'azzurro Motto: Semper teneo fort (?) instando (citato in SUBL) |
|        | Avvolta Titolo: Nobile (la blasonatura non è stata ancora caricata) (citato in DAlena) |

### Ay
| Stemma | Casato e blasonatura |
| ------ | --- |
|        | Ayala o D'Ayala Valva (Sicilia) Titolo: nobile di Taranto, dei marchesi di Valva; conte di Recalmuto partito: nel 1° di rosso a due lupi affrontati al naturale (Ayala); nel 2° d'argento alla fascia di rosso accompagnata da otto merlotti di nero, posti in cinta (Valva) (citato in NBSC) (Cenno storico in Famiglie nobili di Sicilia (archiviato dall'url originale l'11 febbraio 2018). |
|        | Ayala o D'Ayala Valva (Napoli, Taranto) Titolo: conte di Recalmuto 2 lupi controrampanti al naturale su rosso - fascia di rosso su argento - 8 uccelli merli di nero su argento posti in doppia fascia sia in alto che in basso (citato in LEOM) |
|        | Ayanz (Navarra) Titolo: signori di Isasca Inquartato, al 1° e 4° di [...] a due lupi passanti l'uno sull'altro, al 2° e 3° di [...] a tre caldaie dalle quali sporgono due teste di lupo, di profilo, una per parte, poste in palo (citato in Mango' e in SUBL) alias Partito, al 1° d'argento, a tre caldaie di nero, poste in palo, al 2° di Navarra (citato in Mango' e in SUBL) alias Semitroncato, partito, al 1° di rosso, a mezze catene di Navarra, al 2° d'azzurro, a due leoni d'argento, affrontati, al 3° d'argento, a tre caldaie di nero, poste in palo (citato in Mango' e in SUBL) |
|        | Aycardo o Aicardo o Aicardi D'azzurro, al cardo silvestre d'oro, con il capo d'argento, carico di uno scorpione di nero, accompagnato da due stelle, di rosso Motto: Virtus venena pellit (citato in SUBL) |
|        | Aymerich (principi di Belmonte) d'argento, a 4 pali d'azzurro; al capo cucito d'oro, caricato di 4 pali di rosso, e fiancato d'argento, ogni fianco caricato d'un'aquila nera e coronata d'oro. (FR) D'argent, à quatre pals d'azur (qui est Aymerich); au chef écartelé en sautoir: aux 1 et 4 d'or à quatre pals de gueules (qui est d'Aragon), aux 2 et 3 d'argent, à l'aigle de sable, couronnée d'or, becquée et membrée de gueules (qui est de Sicile). (EN) Argent four pallets azure (Aymerich), in chief per saltire in the first and fourth or four pallets gules (Aragon), in the second and third argent an eagle sable crowned or beaked and limbed gules (Sicily). (citato in CROL – pag. 144) |
|        | Aymerich (Cagliari) Titoli: Nobile, Cavaliere, Conte di Villamar, Nobile dei Marchesi di Laconi, Don e Donna inquartato: al 1º e 4º d'oro alla torre al naturale, al capo d'azzurro caricato di tre stelle d'argento di cinque punte; al 2º e 3º partito di Aragona e di Sicilia. Scudo accollato all'aquila bicipite imperiale colla corona marchionale infilzata nei colli (citato in SPRE – Vol. I pag. 455 e Vol. IX pag. 252) torre al naturale su oro - 3 stelle (5 raggi) di argento su azzurro in capo poste 2,1 - 4 pali di rosso su oro - 4 pali di rosso su oro su primo e quarto di inquartato in croce di Sant'Andrea di oro e di argento - aquila bicipite di nero sull'argento dell'inquartato (citato in LEOM) Cimiero: elmo e corona da marchese Ornamenti esteriori: manto di grande di Spagna, titolo annesso al marchesato di Laconi |
|        | Aymerich (Cagliari, Roma) Inquartato: nel 1° e nel 3° di Sicilia e d'Aragona; nel 2° d'oro all'aquila bicipite imperiale di nero coronata del campo; nel 4° d'azzurro alla torre d'argento aperta e finestrata di nero, sormontata da 3 bisanti d'argento ordinati in fascia (lo scudo accollato all'aquila imperiale, concess. 1535) (citato in DAlena) |
|        | Aymone (Sicilia) d'azzurro, al bisante d'oro (citato in Mango') |
|        | Aymonier (Aosta) Titolo: signori di St. Martin de Corleans Troncato d'azzurro e di rosso, al leone d'oro tenente una spada d'argento, alta in palo, con una corona d'oro, infilzata a metà della lama Motto: Non expers consilii vis (citato in SUBL) |
|        | Aynardi (Acqui) Troncato, d'oro all'aquila coronata, di nero, e d'argento pieno, con la fascia bandata d'argento e di nero sulla partizione (citato in SUBL) |
|        | Ayroldi (Molfetta) gheronato, d'oro e d'azzurro, al capo dell'impero Motto: Mi è più grato il morir che 'l viver senza (citato in (11 e in ) |
|        | Ayroldis de Robiate (la blasonatura non è stata ancora caricata) (citato in DAlena) |

### Aza
| Stemma | Casato e blasonatura |
| ------ | --- |
|        | Azaloni (Modena, Ferrara) (la blasonatura non è stata ancora caricata) (citato in UNFE) Immagine nella Biblioteca Estense Universitaria (id. 582). |
|        | Azaloni (Modena) (la blasonatura non è stata ancora caricata) (citato in UNFE) Immagine nella Biblioteca Estense Universitaria (id. 1418). |
|        | Azara (Saragozza) castello (3 torri) di argento su rosso - albero sradicato trapassato da una spada in sbarra al naturale su oro - fenice al naturale sulla sua immortalità di rosso mirante sole di oro uscente da sinistra in alto su nero (citato in LEOM) |
|        | Azardi (Cesena) (la blasonatura non è stata ancora caricata) (citato in BLCW) Immagine in Blasone Cesenate. |
|        | Azarello o Azzarello (Sicilia) d'azzurro, al capriolo d'argento, accompagnato da tre colombe ferme dello stesso, due posate e affrontate sopra il capriolo, una nella punta (citato in Mango')                                                                |

### Azl
| Stemma | Casato e blasonatura |
| ------ | --- |
|        | Azlor (Spagna) partito nel 1º d'Aragona, e nel 2º di rosso pieno (Bonazzi) (citato in SPRE – Vol. I pag. 456) 4 pali di rosso su oro - rosso pieno (citato in LEOM) |
|        | Azlor Pallavicino Zapata di Villahermosa (Molise, Spagna) Partito: nel 1º d'Aragona; nel 2º di rosso pieno (citato in DAlena)                                       |

### Azo
| Stemma | Casato e blasonatura |
| ------ | --- |
|        | Azolini (Cesena) (la blasonatura non è stata ancora caricata) (citato in BLCW) Immagine in Blasone Cesenate.                                            |
|        | Azolini (Modena, Ferrara) (la blasonatura non è stata ancora caricata) (citato in UNFE) Immagine nella Biblioteca Estense Universitaria (id. 591).      |
|        | Azolini (la blasonatura non è stata ancora caricata) (citato in UNFE) Immagine nella Biblioteca Estense Universitaria (id. 3655).                       |
|        | Azolini (Modena) (la blasonatura non è stata ancora caricata) (citato in UNFE) Immagine nella Biblioteca Estense Universitaria (id. 1461).              |
|        | Azoni o Pivi (Modena, Ferrara) (la blasonatura non è stata ancora caricata) (citato in UNFE) Immagine nella Biblioteca Estense Universitaria (id. 586). |
|        | Azoni (Modena) (la blasonatura non è stata ancora caricata) (citato in UNFE) Immagine nella Biblioteca Estense Universitaria (id. 1473).                |

### Azz
| Stemma | Casato e blasonatura |
| ------ | --- |
|        | Azzaloni (Modena) Titolo: Patrizio di Modena inquartato: nel 1º e 4º di azzurro, alla mezza luna, montante di argento; nel 2º e 3º di rosso, a tre fasce ondate d'argento (citato in SPRE – Vol. I pag. 457) luna montante di argento su azzurro - 3 fasce ondate di argento su rosso (citato in LEOM) (la blasonatura non è stata ancora caricata) (citato in UNFE) Immagine nella Biblioteca Estense Universitaria (id. 9). Cimiero: una mezzaluna d'argento |
|        | Azzaloni (Modena) (la blasonatura non è stata ancora caricata) (citato in UNFE) Immagine nella Biblioteca Estense Universitaria (id. 3646). |
|        | Azzarà (Sant'Alessio in Aspromonte) (la blasonatura non è stata ancora caricata) (citato in DAlena) |
|        | Azzarello (Sicilia) d'azzurro con un capriolo d'argento accompagnato da tre uccelli d'argento situati 2 in capo, ed 1 in punta (citato in NBSC) (Cenno storico in Famiglie nobili di Sicilia (archiviato dall'url originale il 5 marzo 2016). |
|        | Azzarita (Molfetta) d'argento, a 2 leoni di rosso, controrampanti e affrontati a un pino di verde fruttifero dello stesso, sostenuto da una campagna dello stesso (citato in ARMF) |
|        | Azzi o Depintore (Modena, Ferrara) (troncato d'azzurro, a due stelle a otto raggi d'argento, e di rosso, alla stella a otto raggi del secondo; alla fascia dello stesso attraversante, caricata di tre losanghe del primo) (citato in UNFE) Immagine nella Biblioteca Estense Universitaria (id. 595). |
|        | Azzi (troncato d'azzurro, a due stelle a otto raggi d'oro, e di rosso, alla stella a otto raggi del secondo; alla fascia dello stesso attraversante, caricata di tre losanghe del primo) (citato in UNFE) Immagine nella Biblioteca Estense Universitaria (id. 3653). |
|        | Azzi (Napoli) (di rosso, alla banda doppiomerlata di tre pezzi d'oro) (citato in UNFE) Immagine nella Biblioteca Estense Universitaria (id. 4631). |
|        | Azzi Dipintori (Modena) (troncato d'azzurro, a due stelle forate a sei raggi d'oro, e di rosso, alla stella forata a sei raggi del secondo; alla fascia dello stesso attraversante, caricata di tre losanghe del primo) (citato in UNFE) Immagine nella Biblioteca Estense Universitaria (id. 1387). |
|        | Azzia (Napoli, Capua) Titolo: marchesi di nero alla banda doppiomerlata di argento (citato in SPRE – Vol. I pag. 458 e in PRTS) |
|        | Azzia (Napoli) banda contromerlata di argento su nero (citato in LEOM) |
|        | Azzini (Verona) Titolo: Nobile d'oro alla banda d'azzurro carica del nome Accini del campo (citato in SPRE – Vol. I pag. 458) nome: "ACCINI" in lettere maiuscole di oro su banda di azzurro poste nel senso della banda su oro (citato in LEOM) |
|        | Azzini (Firenze) Troncato d'azzurro e d'argento, al leone attraversante dell'uno all'altro, talvolta lampassato e armato di rosso (citato in ASFI) alias Di rosso, al leone d'argento, accollato da un lambello passante a tre pendenti d'azzurro, ciascuno dei pendenti caricato di tre gigli d'oro, ordinati l'uno sull'altro (citato in ASFI) |
|        | Azzini (Toscana) (DE) In Rot 1 silberner Löwe, überdeckt an der Balkenstelle von 1 blauen dreilätzigen, mit 3 goldenen Lilien belegten Turnierkragen (citato in KHIF) |
|        | Azzini (Verona) leone rampante di oro su - croce di Sant'Andrea ridotta di spessore di rosso su azzurro (citato in LEOM) |
|        | Azzoguidi (la blasonatura non è stata ancora caricata) (citato in UNFE) Immagine nella Biblioteca Estense Universitaria (id. 4412). |
|        | Azzolini (Bologna) d'azzurro, a sei stelle di otto raggi d'oro, disposte 3, 2, 1 (citato in DOLF – pag. 69) |
|        | Azzolini (la blasonatura non è stata ancora caricata) (citato in UNFE) Immagine nella Biblioteca Estense Universitaria (id. 3467). |
|        | Azzolini (Toscana) (DE) Durch 1 roten Gegenzinnenschrägbalken silber-blau schräggeteilt, oben 1 blauer, unten 1 silberner Schachroch (citato in KHIF) |
|        | Azzolino (Firenze, Fermo) Titolo: Marchese di azzurro a sei stelle d'oro poste in orlo (citato in SPRE – Vol. I pag. 459) 6 stelle (6 raggi) di oro poste in orlo su azzurro (citato in LEOM) |
|        | Azzolino (Firenze, Fermo) Titolo: Marchese d'azzurro a sei stelle di otto raggi d'oro, poste 3, 2, 1 (citato in SPRE – Vol. IX pag. 253) 6 stelle (8 raggi) di oro su azzurro poste in piramide rovesciata (citato in LEOM) |
|        | Azzolino (Napoletano) (la blasonatura non è stata ancora caricata) (d'azzurro, a sei stelle di sei raggi d'oro, poste 3, 2, 1) (citato in NBNA) |
|        | Azzolino (Napoletano) (la blasonatura non è stata ancora caricata) (troncato d'oro, al leone di rosso, e d'azzurro, a sei stelle a otto raggi d'oro poste 3, 3) (citato in NBNA) |
|        | Azzoni (Siena) D'azzurro, alla croce di sant'Andrea d'oro, accompagnata in capo da una stella a sei (o otto) punte dello stesso; con il capo dell'Impero (citato in ASFI) |
|        | Azzoni (Modena, Ferrara) (la blasonatura non è stata ancora caricata) (citato in UNFE) Immagine nella Biblioteca Estense Universitaria (id. 596). |
|        | Azzoni (la blasonatura non è stata ancora caricata) (citato in UNFE) Immagine nella Biblioteca Estense Universitaria (id. 3659). |
|        | Azzoni (Modena) Tagliato di rosso e di verde: nel 1° al destrocherio e al sinistrocherio di carnagione, vestiti il primo d'argento, ed il secondo di verde, tenenti entrambi un tralcio di vite al naturale, senza grappoli, attraversanti sul tutto; nel 2° ad una pera d'argento. (citato in UNFE e in Crollalanza, vol. 1, p. 75) Immagine nella Biblioteca Estense Universitaria (id. 1546).                                                               |
|        | Azzoni o Pivi (la blasonatura non è stata ancora caricata) (citato in UNFE) Immagine nella Biblioteca Estense Universitaria (id. 3649). |